# PhpBB
phpBB er en populær websiteforum-pakke skrevet i programmeringssproget PHP. Navnet phpBB er en forkortelse for PHP Bulletin Board. phpBB er fri software, tilgængeligt under GNU General Public Licensen. Derudover bruger phpBB SQL-databaseserver som f.eks. MySQL som indeholder alle informationer.